# GOLDEN☆BEST 大黒摩季
『GOLDEN☆BEST 大黒摩季』（ゴールデンベスト おおぐろまき）は、日本の女性歌手、大黒摩季のEMIミュージック・ジャパン時代のベスト・アルバム。

## 概要
- 各レコード会社から発売されている『ゴールデン☆ベスト』シリーズの中の1枚。発売時点では大黒非公認のアルバムである。ビーイング離脱後の21stシングルから30thシングルまでの全てのA面曲を収録しているほか、セルフカバーベストアルバム『Weep〜maki ohguro The Best Ballads Collection〜』でリメイクされたバージョン、オリジナルアルバム「O」などアルバムからも選曲されている。

- 東芝EMIがユニバーサルミュージックの傘下に入った後の2013年11月17日には、スペシャルプライス盤として再リリースされた[1]。

- 大黒摩季が2016年にビーイングに復帰した際には、自身の公式ホームページのディスコグラフィーに本作が追加された[2]。

## 収録曲
全作詞・作曲：大黒摩季（特記以外）
1. 虹ヲコエテ
  - 21stシングル。
2. PROMISE “I DO” feat.UTADA HIKARU
  - 8thアルバム『O』収録曲。
3. いちばん近くにいてね -“Key West Lime Pie” ver.-
  - ベストアルバム『Weep〜maki ohguro The Best Ballads Collection〜』収録曲。オリジナルは11thシングル。
4. 雪が降るまえに (single ver.)
  - 22ndシングル。シングルバージョンはアルバム初収録。
5. アイデンティティ
  - 23rdシングル。
6. 勝手に決めないでよ
  - 24thシングル。
7. チョット -“Drunker’s Trip” ver.-
作曲：織田哲郎
  - ベストアルバム『Weep〜maki ohguro The Best Ballads Collection〜』収録曲。オリジナルは3rdシングル。
8. 夏が来る、そして…
  - 25thシングル。
9. いとしいひとへ 〜Merry Christmas〜
  - 26thシングル。
10. ASAHI 〜SHINE&GROOVE〜
  - 27thシングル。
11. OVER TOP
  - 28thシングル。
12. 胡蝶の夢
  - 29thシングル。
13. コレデイイノ?!
  - 30thシングル。アルバム初収録。
14. 恋の悪魔 〜She’s no Angel〜
  - 30thシングル。アルバム初収録。
15. ら・ら・ら -“Peace Out” ver.-
  - ベストアルバム『Weep〜maki ohguro The Best Ballads Collection〜』収録曲。オリジナルは10thシングル。